# Пијано воће
Пијано воће је слатко алкохолно пиће обогаћено укусом воћа. У алкохолу се може користити за коктеле и ликере, украшавање дезерата и за директну употребу. Разно воће може представљати сировину за ову намирницу, попут воћа за компоте, с тим што се овде воће треба ситније исећи. Користи се само једна врста воћа, или мешавина која истовремено дозрева. Воће се сипа у тегле након обављеног процеса и херметички се затвара.